# Boikot
Boikot es una banda de punk española originaria de Madrid caracterizada por el mensaje social de sus canciones.

## Historia
El grupo comenzó a funcionar en 1987, tocando en música punk rock urbano. Después de cambios en la formación del grupo graba dos discos con el sello Barrabás. El conjunto adquiere reconocimiento actuando en Madrid, hasta que en el año 1995 rompe con el sello Barrabás y decide lanzarse a la autogestión creando su propio sello discográfico independiente Producciones BKT. Hasta 1996 edita dos discos de vinilo más, Cría cuervos y Tu Condena, y toca en diversos festivales de rock como Festimad.
Después, sus componentes ponen en marcha el proyecto de lanzar una trilogía discográfica llamada La Ruta del Ché entre 1997 y 1999 donde incluyen diferentes versiones como la de "Hasta siempre" de Carlos Puebla y grabadas mientras están en gira por algunos países como Cuba, México, o Argentina. En esta etapa de La Ruta del Ché toman influencias de la música hispanoamericana incluyendo en sus grabaciones instrumentos y ritmos hispanos.
Concluida La Ruta del Ché, sacan un disco en directo titulado Historias Directas de Boikot, que en la edición original incluye un libro con la biografía del grupo y un vídeo grabado durante la ruta. Después editan dos discos más, De espaldas al mundo. y Tus problemas crecen (2004) en el que incluyen la canción Bajo el suelo contra la "violencia de genero" y Stop censura sobre el proceso del grupo Soziedad Alkoholika en la que ponen voz cantantes de numerosos grupos.
Durante 2007, al igual que en años anteriores, visitan diferentes festivales en Colombia, Alemania e Italia y destaca su participación en el Barisarock, un festival organizado bajo el lema "por la paz, el rock y la convivencia entre culturas" celebrado en el mes de agosto en Estambul, Turquía. Durante ese año también participaron en la extensa gira Ni un paso atrás, que la que actúan en varias ciudades españolas junto a los grupos Reincidentes, Porretas y Sonora.
A finales de 2007 los componentes de Boikot viajaron a Mostar, Bosnia para grabar en el Pavarotti Music Centre su undécimo disco, titulado Amaneció y donde participan diferentes músicos de folk balcánico, que se publica el 2 de abril de 2008 editado por la plataforma Realidad Musical. Poco antes, en febrero, Boikot emprende su primera gira en Japón, con un total de cinco conciertos. En diciembre del mismo año se publicó el disco en directo de la gira Ni un paso atrás, donde se incluyen cuatro canciones de Boikot. Durante 2009, el cuarteto prosigue su actividad en directo actuando en numerosas localidades españolas y también en otros escenarios internacionales. En julio, los madrileños regresan a Japón, donde logran publicar su disco Amaneció y participan en el festival Fuji Rock, donde en su edición de 2009 también actuaron grupos como Oasis, Weezer o Franz Ferdinand, entre muchos otros.
Durante el año 2011 Txikitin, trompetista de Ska-P, participa activamente en los conciertos del grupo. El último álbum de la banda fue editado por Maldito Records, y salió finalmente a la venta el 1 de octubre de 2012 con el título de Lágrimas de rabia.
A principios de 2014, se publica el segundo álbum en directo del grupo titulado Boikotea!!!, el cual fue grabado en el Festival En Vivo celebrado en la ciudad de Getafe.
Ese mismo año entra en la formación Xavi Arakama (Obrint Pas) como acordeón.
En 2018 entran tres nuevos miembros en el colectivo, Julio Maola (ex La Raíz) a las voces, Albert Benavent (ex Obrint Pas) como trompetista y Jano Vela multinstrumentista.
El 6 de agosto de 2019 tocan en Soto del Real como movimiento reivindicativo para la construcción de una línea de ferrocarril para el municipio.
En abril de 2020 lanzan una versión de la canción Resistiré de El Dúo Dinámico.

## Influencias
Entre sus influencias se encuentran Ramones, AC/DC, The Clash, Leño, La Polla Records, Piperrak, Kortatu, Negu Gorriak, Pearl Jam, Nirvana, Banda Bassotti, Bad Religion, NOFX, Goran Bregović y The Pogues y The Offspring.[cita requerida]

## Miembros

### Miembros actuales
- Juan Carlos "Juankar": Voz y bajo
- Alberto Pla : Voz y guitarra
- "Kosta" Vázquez: Voz y guitarra
- Juan Carlos "Grass" Zapata: Batería
- Xabi Arakama: Trikitixa
- Juan Antonio Rivas: Trompeta y violín

### Antiguos miembros
- Xabi Flores: batería (1987-1993)
- Juan Carlos "Ronco": voz (1987-1995)
- Pedro Tirado: guitarra (1987-1991)
- Kake Lago: guitarra (1994-1995)

Cronología

## Discografía
- Los ojos de la calle, 1990
- ...Con perdón de los payasos, 1992
- Cría cuervos, 1995
- Tu condena, 1996
- La Ruta del Che - No mirar, 1997
- La Ruta del Che - No escuchar, 1998
- La Ruta del Che - No callar, 1999
- Historias directas de Boikot, 2000
- De espaldas al mundo, 2002
- Tus problemas crecen, 2004
- Amaneció, 2008
- Lágrimas de rabia, 1 de octubre de 2012
- Boikotea!!!, 18 de febrero de 2014
- Balkan acoustic, 7 de mayo de 2021

### Discografía complementaria
- Historias vistas de Boikot (DVD), 2005. La edición original del año 2000 era en formato VHS e incluía el libro Boikot. Historias escritas(Loco motive, 00), biografía de Boikot escrita por Kike Babas y Kike Turrón y con prólogos de Fernando Madina de Reincidentes y Fermín Muguruza.
- Grandes éxitos (2000 - 2006), 2007
- Ni un paso atrás (en directo) con Reincidentes, Porretas y Sonora, 2008. Incluye DVD dirigido por Kike Babas y Kike Turrón
- Re-evolución (recopilatorio para Latinoamérica), 2011